# Tipula crawfordi
Tipula crawfordi är en tvåvingeart som beskrevs av Alexander 1927. Tipula crawfordi ingår i släktet Tipula och familjen storharkrankar. Inga underarter finns listade i Catalogue of Life.